# 李林 (法学家)
李林（1955年11月—），男，籍贯山东招远，生于云南昆明，中华人民共和国法学家，中国社会科学院法学研究所研究员、学部委员。